# Kościół Najświętszego Serca Pana Jezusa w Nowiźnie
Kościół Najświętszego Serca Pana Jezusa w Nowiźnie – zabytkowy kościół w miejscowości Nowizna.
Kościół filialny pw. Najświętszego Serca Pana Jezusa parafii św. Jana Chrzciciela w Mościsku wybudowany w XV w., przebudowany w 1614.
W kościele znajdują się epitafia:
- Bernharda von Schellendorff (zm. (1593) z herbami, 
  - ojcowskimi, po lewej von: Schellendorff, Hochberg, Reibnitz, Kottwitz;
  - matczynymi, po prawej von: Schaffgotsch, Schönburg, Warnsdorf, Zedlitz;
  - i napisem: W roku 1593 w środę po świętach wielkanocnych pomiędzy godziną czwartą a pierwszą w nocy zasnął w Bogu szlachetny pan Bernhard von Schellendorff, pan na Nowiźnie i Mościsku a także na (tekst nieczytelny) oraz Lubowie, który w dniu sądu ostatecznego zmartwychwstanie[2][3].
- Ursuli von Bedaw (zm. 1593), żony Nikolausa von Schellendorff[4]z herbami:
  - ojcowskimi, po lewej, von: Bedaw, Czettritz, Reibnitz, Schaffgotsch.
  - matczynymi, po prawej, von: Czirn, Schier (Schiraw), Kalckreuth, Strachwitz[2][5]
- Cathariny von Seidlitz (zm. 1599) z niemowlęciem. Z herbami, 
  - ojcowskimi, po lewej von: Seidlitz, Czettritz;
  - matczynymi, po prawej von: Reichenbach, Nimptsch[2].